# Червона планета Марс
«Червона планета Марс» англ. Red Planet Mars — науково-фантастичний фільм режисера Гаррі Горнера, що вийшов на екрани в 1952 році.

## Сюжет
В одній з великих американських обсерваторій вчені отримують зйомки Марса, на яких чітко помітні геометрично правильні канали, що перетинають поверхню планети в різних напрямках, а також крижані шапки на полюсах. Судячи по зображеннях, отриманих через декілька днів льодовики на поверхні повністю розтанули, наповнивши водою величезні канали. На думку вчених, здійснення таких кліматичних зрушень підвладне тільки розумним істотам, що володіють високим рівнем технологічного розвитку. Один з учених, Кріс Кронін (Пітер Грейвс) разом з дружиною Ліндою (Андреа Кінг), побудував поруч з будинком власну лабораторію, де намагається встановити з Марсом радіоконтакт, використовуючи особливий передавач, що працює за допомогою «водневої трубки». Незабаром він помічає, що сигнал, який подається ним на Марс, повертається не в призначений час, а з деякою затримкою, що свідчить про те, що хтось на тому кінці обробляє деякий час сигнал перед його відправкою назад. Однак він не в змозі розшифрувати повертаючийся до нього сигнал. Дослідження Кріса починають викликати занепокоєння у Лінди, яка стверджує, що в наш час всі наукові відкриття призводять до воєн з дедалі більшими руйнуваннями і загибеллю людей, а встановлення контакту з вищою інопланетною расою загрожує землянам непередбачуваними наслідками. Кріс заперечує їй, що науковий прогрес не можна зупинити, і крім того, наукові відкриття останнього сторіччя принесли людству значне збільшення  рівня життя людей.
Тим часом, у невеликій лабораторії у таємному місці в Андах німецький учений Франц Кальдер (Герберт Бергхоф) розробляє аналогічний водневий передавач. Його відвідує високопоставлений радянський чиновник Арженян (Марвін Міллер), з розмови яких стає ясно, що Кальдер почав розробляти передавач, працюючи ще на нацистів під час Другої світової війни. Після війни він потрапив у полон до американців, які скористалися його розробками для створення власного передавача. Проте радянська розвідка викрала Кальдера з американської в'язниці, і дала йому чудово оснащену лабораторію та змусила працювати на себе. Кальдер інформує радянського чиновника, що він поки не зміг встановити контакт з Марсом, однак розробив пристрій, здатний перехоплювати повідомлення, якими американці обмінюються з Марсом, і здатне контролювати ці повідомлення. Ардженян залишається задоволений такими результатами, розпиваючи з Кальдером кілька пляшок шампанського.
Лабораторію Кріса відвідує адмірал Білл Кейрі (Волтер Сенд), пропонуючи допомогу офіційних властей. Коли вони обговорюють, яким чином домогтися обміну повідомленнями, які піддаються розшифровці, син Кріс Стюарт пропонує послати на Марс кілька перших знаків числа Пі в очікуванні, що марсіани продовжать його. У той же день вони отримують відповідний сигнал, в якому міститься продовження числа Пі на кілька знаків. Незабаром новина про встановлення контакту з Марсом поширюється по всьому світу, породжуючи справжню марсоманію. Засоби масової інформації рясніють новинами про Марс, а бізнес завалює ринок тематичною продукцією. Кріс стає зіркою, його будинок стає туристичною пам'яткою, а уряд дає йому команду помічників, яка буде працювати над розшифровкою послань. З отриманих послань стає відомо, що марсіани живуть в повній гармонії з природою, поставивши на озброєння сонячну енергію для управління кліматом і навколишнім середовищем. У повідомленнях йдеться, що марсіани живуть до 300 років і виробляють з одного акра землі стільки їжі, що нею можна прогодувати тисячу марсіан протягом року. Ці новини, а також побоювання, що марсіани незабаром поділяться з нами своїми секретами, викликає паніку у харчовій промисловості та призводить до різкого падіння акцій сільськогосподарських підприємств. А повідомлення про те, що марсіани використовують тільки сонячну енергію, призводить до розвалу вугільної та нафтової промисловості, після чого протягом кількох днів західна економіка валиться, даючи поштовх всесвітньо фінансовій кризі. Міністр оборони США Спаркс (Морріс Енкрам) приймає рішення перевести роботу Кріса в Вашингтон і повністю засекретити її.
Радянський уряд має намір використати кризову ситуацію на Заході для нападу на США і їх союзників. Однак президент США (Вілліс Бучі) відмовляється починати превентивну війну з СРСР, і збирається віддати наказ знищити передавач. У цей момент з Марса приходить нове повідомлення, в якому стверджується, що їх «Верховний лідер» оголосив, що землянам було заповідано дві тисячі сто років тому любити добро і ненавидіти зло, але їм це не вдалося. Лінда розуміючи, що мова йде про Нагірну проповідь, наполягає всупереч думки Кріса про передачу цього послання в ефір. Президент погоджується, і протягом кількох наступних днів це і всі наступні релігійні послання світу від марсіан чують люди у всьому світі. В середовищі російських селян, до яких це повідомлення доходить по каналах забороненого радіо «Голос Америки», починається релігійне відродження. Вони зривають портрети Сталіна, дістають глибоко заховані релігійні реліквії і об'єднуються навколо Православної церкви. Зрештою, незважаючи на репресії, народу вдається скинути комуністичний уряд і поставити на чолі уряду Патріарха Православної церкви. Тим часом, в Андах, де Кальдер поступово спивається, обрушується снігова лавина, повністю знищуючи його лабораторію.
Однак сам Кальдер несподівано з'являється в лабораторії Кріса, вимагаючи визнати, що це він винайшов водневу трубку, з допомогою якої функціонує передавач. Погрожуючи зброєю, він стверджує, що його метою було принизити Америку, яка кинула його у в'язницю і викрала його винахід. Для цього він сфабрикував і відправив послання, які Кріс нібито отримав з Марса, демонструючи на підтвердження свій журнал. Дійсно, повідомлення перестали надходити після того, як загинула його лабораторія. Однак Лінда зауважує, що повідомлення з Марса продовжували надходити і після того, як лабораторію Кальдера знищила лавина. Лінда бачить, що Кріс непомітно відвернув шланг водневої трубки, пускаючи в приміщення лабораторії водень, здатний вибухнути будь-якої миті. Готова пожертвувати собою заради світу, вона просить Кріса дати їй прикурити, щоб спровокувати вибух, який знищить лабораторію і позбавить Кальдера можливості взяти її діяльність під свій контроль. Коли Кріс дістає з кишені запальничку, приходить нове повідомлення від марсіан, і розлючений Кальдер в розпачі стріляє в екран передавача, що призводить до вибуху всієї лабораторії. Кілька днів тому Президент виступає з промовою по телебаченню, яка починається словами з останнього перерваного вибухом марсіанського послання: «Ви зробили добре, мої добрі…». Далі він говорить про мир у всьому світі і підносить хвалу Крісу і Лінді, жертва яких принесла становлення світової гармонії на основі релігійних ідеалів.
У фіналі фільму на екрані з'являється слово «Початок».

## У ролях
- Пітер Грейвс — Кріс Кронін
- Андреа Кінг — Лінда Кронін
- Герберт Бергхоф — Франц Кальдер
- Волтер Сенд — адмірал Білл Кейрі
- Марвін Міллер — Ардженян
- Морріс Енкрам — міністр оборони Спаркс
- Вілліс Бучі — президент

## Творці фільму і виконавці головних ролей
Автор початкової п'єси 1932 року, покладеної в основу сценарію фільму, Джон Л. Болдерстон був автором сценаріїв таких знаменитих фільмів жахів, як «Франкенштейн» (1931), «Дракула» (1932), «Мумія» (1932), «Божевільна любов» (1935), «Наречена Франкенштейна» (1935) і «Газове світло» (1944, номінація на Оскар). Другий сценарист Ентоні Вейллер відомий за сценаріями фільмів нуар «Давайте жити» (1939), «Вбивці» (1946, номінація на Оскар) і «Чужинець» (1946), а також за сценарієм психологічного фільму «Ніч ігуани» (1964), поставленого за п'єсою Теннессі Вільямса.
Режисер фільму Гаррі Горнер як художник-постановник був двічі удостоєний премії Оскар за фільми «Спадкоємиця» у 1949 році і «Шахрай» у 1961 році, а також був номінований на Оскар за фільм «Загнаних коней пристрілюють, чи не правда?» в 1969 році. Його найбільш помітними роботами в якості режисера стали фільми нуар «Обережніше, моя мила» (1952), «Віккі» (1953) і «Дика вечірка» (1956).
Актор Пітер Грейвс найбільше знаменитий своєю багаторічною грою в телесеріалі «Місія нездійсненна» в 1967-73 і пізніше в 1988-90 роках, яка принесла йому Золотий глобус у 1971 році і ще дві номінації на Золотий глобус, а також на Еммі. Він також відомий за головними ролями у фільмах нуар «Підступна річка» (1951) і «Чорний вівторок» (1954), у військовій драмі «Відступи ніч» (1956), а також невеликими ролями в таких широко визнаних фільмах, як «Ніч мисливця» (1955) і «Табір для військовополонених № 17» (1953). Андреа Кінг зіграла свої найбільш значущі ролі у фільмі жахів «Звір з п'ятьма пальцями» (1946), а також у фільмах нуар «Чоловік, якого я люблю» (1947) і «Дзвонити 1119» (1950).

## Оцінка критики
Журнал Variety написав, що, незважаючи на назву, вся дія фільму «Червона планета Марс» повністю відбувається на Землі, без участі космічних кораблів, космічних променів і космонавтів. Це фантастична казка, яка занурюється в царство науки, політики, релігії, міжнародних відносин і комунізму. Далі в рецензії зазначається, що, «незважаючи на всю ту нісенітницю, яку пропонує глядачеві фільм, актори грають переконливо».
У рецензії газети «Нью-Йорк Таймс» зазначається, що «в епоху ядерної зброї, фільмів категорії В, Холодної війни і наукової фантастики, такі явища як Червона планета Марс, ймовірно, неминучі. Але це занурення лякає щось синє — яке, за дивним збігом обставин, не виходить за межі Каліфорнії — перемикається з псевдонаукового дослідження з такою несподіванкою, що вводить в зневіру навіть самого відданого шанувальника дешевої фантастики. В середині цієї казки продюсери порахували доречним ввести заклик повернення до релігії. Цей прийом в даному випадку, не оригінальний і не переконливий, і тільки породжує масу порожньої балаканини про те, що цінніше — наукові дослідження або віра». Фільм починається з інтригуючого допущення, де сімейна пара вчених створює передавач, який дозволяє встановити зв'язок з Марсом. Їх жага пізнання невідомого, а також їх технічне оснащення, виглядають цікаво і правдоподібно. Однак після кількох абсурдних обмінів посланнями з Марсом і абсолютно неймовірних подій, які під їх впливом починають відбуватися на Землі, «слідує дивний кульмінаційний поворот сюжету, що перетворює двох наших вчених у ще більш благородних героїв, а лиходія — у ще більш чорного негідника, але навряд чи такий розвиток сюжету стане новим словом в кіномистецтві». Пітер Грейвс і Андреа Кінг у ролях «неприборканих вчених виглядають серйозними і грамотними, хоча і злегка недосвідченими. Марвін Міллер створює стандартний образ керівного радянського чиновника, … а Герберт Бергхоф в ролі нацистського винахідника водневої трубки, який шаленів від помсти світового масштабу, здається швидше прикрим, ніж страшним. Якщо судити за обсягом шампанського, який він випиває згідно зі сценарієм, ми б не довірили йому навіть газонокосарку».
Журнал Time Out назвав фільм «претендентом на звання самого ідіотського науково-фантастичного фільму всіх часів і неймовірним реліктом Холодної війни». Згідно з сюжетом, який надійшов по телеканалу з Марса повідомлення про те, що цією планетою управляє «богоподібна вища істота,яка викликає глобальну революцію на Землі. Але це тільки для затравки. Далі виявляється, що послання були фальшивками божевільного вченого, який задумав зруйнувати капіталізм. Але і це просто ще один поворот сюжету. Далі випливає ще одна, цього разу справжня трансляція з Марса, яка проголошує, що їх лідер і є сам Бог, що породжує всесвітнє релігійне відродження і загальну рішучість жити в гармонії. Все це з іншої епохи, а може бути, і з іншої планети».
Кінокритик Дейв Кер в «Чикаго рідер» назвав фільм «вражаючим артефактом Холодної війни», в якому «розшифровані послання приносять одкровення про те, що Марс є опорною базою міжпланетного релігійного відродження, і це призводить до негайного прозріння безбожних росіян».
Кінокритик Денис Шварц у 2001 році назвав фільм «одним з найогидніших науково-фантастичних фільмів усіх часів. Він пропонує дурну відповідь Голівуду на Червону загрозу 1950-х років, яка охопила країну після сенатських слухань МкКарті, почав шукати комуністів під кожним постільним килимком. Щоб зрозуміти, наскільки дурний цей фільм епохи Холодної війни, спробуйте відповісти на таке запитання з приводу його сюжету: чи можна собі уявити, що марсіани будуть посилати на Землю сигнал про те, що їх лідер несе слово боже?». Далі Шварц пише, що «це один з тих по-справжньому поганих пропагандистських фільмів, які не мають ніякої розважальної цінності показуючи, наскільки параноїдальною може бути ця країна (США) і як вона може не роздумуючи використовувати релігію для пропаганди матеріалізму і християнства як вищого способу життя в порівнянні з комунізмом. Це можливо самий дивний і самий збочений фільм про Червону загрозу усіх часів. Він закінчується водневим вибухом в лабораторії, в якій гинуть двоє американських вчених і один огидний екс-нацистський вчений, який потім працював на російських комуністів… Фільм залишає враження, що Марсом керує сам Бог». Шварц закінчує: «Це кіно про Червону загрозу, зроблене для зомбі з іншої планети, або мисливців на відьом, які хочуть знайти виправдання необхідності своєї брудної роботи. Це класика в негативному сенсі слова, його обов'язково треба подивитися всім тим, хто не може повірити, до якої міри поганий фільм може бути поганим».
Кінокритик Брюс Едер на сайті Allmovie охарактеризував фільм як «моторошно цікавий артефакт епохи Червоної загрози і післявоєнного буму наукової фантастики, зводячи ці елементи в надприродну історію, яка тим більше сюрреалістична, що зроблена абсолютно серйозно». «Пітер Грейвс і Андреа Кінг — особливо, Кінг — грають так, ніби потрапили в якесь сучасне мораліте, а Герберт Бергхоф настільки переграє, що стає ніяково за його професію. І все ж… в цьому і криється цінність фільму — його можна оцінити по достоїнству як неусвідомлене сміховинне дійство в дусі (фільмів) Еда Вуда», як його зазвичай і стали представляти згодом. Але його також можна розглядати і як «дурне, але мале місце вираження побоювань свого часу, коли політика Армагедону захлеснула найвіддаленіші куточки серединної Америки». Він чудово виглядав би в парі з більш ліберальним антикомуністичним фільмом «Ви почуєте такий голос…» (1950) студії «Ем-Джі-Ем» як його катастрофічний право-консервативний еквівалент.